# United Nations Mine Action Service
United Nations Mine Action Service  (UNMAS), blev oprettet af FN, under hovedorganet Department of Peacekeeping Operations, i oktober 1997.
Formålet med oprettelse UNMAS var koordinering af arbejdet med minerydning og bortskaffelse af efterladte sprængstoffer, i tidligere krigsførende og borgerkrigs ramte lande.
Arbejdet omfatter undersøgelser med det formål at samle mine-relaterede oplysninger, for at et potentiel minerydningsarbejde kan iværksættes, kortlægning, minerydning, uddannelse i minerydning, hjælp til ofre for eksplosioner samt andre relevante tiltag.

## Ekstern henvisning og kilde
- United Nations Mine Action Service, hjemmeside (engelsk) Arkiveret 5. juni 2010 hos  Wayback Machine